# ووی های-دئوک
ووی های-دئوک (انگلیسی: Wui Hye-deok؛ زادهٔ) بازیکن فوتبال، و سرمربی (فوتبال) اهل کره جنوبی است.
وی به عنوان سرمربی موفق شد کره جنوبی را به مقام نخست جام ملت‌های آسیا ۱۹۶۰ برساند. (سرمربی مشترک همراه با کیم یونگ سیک)